# Lejonjakten
Lejonjakten är en svensk svartvit stumfilm från 1908, producerad av Karl Oskar Krantz.
Filmen var en av fem att produceras av Lundastudenternas karnevalskommitté 1908 och var en parodi på den danska filmen Lejonjakten på Elleore (1907), vilken bannlystes i Danmark som en följd av att lejon och andra djur dödades i filmen. I den svenska Lejonjakten parodierades detta genom att filmen innehöll scener där människor klätt ut sig till ett lejon och en känguru.
Lejonjakten premiärvisades den 13 maj på Intima biografteatern i Lund.